# Bermuda Syndrome
Bermuda Syndrome ist ein Computerspiel, das von Century Interactive entwickelt und von BMG Interactive im Jahr 1995 veröffentlicht wurde. 1997 war es in der Spielesammlung „Gold Games 2“ enthalten. Das Spiel ähnelt im Gameplay und von der Erscheinung her dem Klassiker Flashback von 1992. Der Hauptcharakter wird aus der dritten Person, Side-Scroller-Perspective, gesteuert.

## Handlung und Gameplay
Der Hauptcharakter heißt Jack Thompson. Er gehört zu einer US Air Force Bomberstaffel im Zweiten Weltkrieg. In einer Mission über Deutschland wird sein Flugzeug von deutschen Jägern attackiert und getroffen. Aus unbekannter Ursache öffnet sich ein Portal, in das der Bomber stürzt. Dieses Portal führt in ein Paralleluniversum. Nach dem Absturz befindet sich Jack, als einziger Überlebender, in einem fremdartigen, dichten Dschungel. In dieser Parallelwelt soll unterdessen eine junge Frau einem fleischfressenden Dinosaurier geopfert werden. Jacks Flugzeug tötet jedoch beim Absturz die Kreatur. Jack kann sich aus dem Flugzeug retten und landet mit dem Fallschirm in einem Baum. Somit hängt er beim Start des Spiels in den Fallschirmseilen am Baum, nur bewaffnet mit einem Kampfmesser. Er muss sich zunächst selbst mit diesem Messer befreien. Nachdem Jack anschließend die junge Frau loschneidet, offenbart sie ihm, dass sie Natalia, die Prinzessin des Königreichs Ijagmar ist und für ihren todkranken Vater geopfert werden sollte. Zunächst ist sie nicht erfreut über Jacks Einmischung. Sie wird jedoch Jacks Begleiterin und verliebt sich im Laufe der Geschichte in ihn, was auf Gegenseitigkeit beruht. Die beiden begegnen im weiteren Verlauf des Spiels noch weiteren hilfreichen Figuren wie Tauron dem Weisen, der Jack auch den Namen des Königreichs verrät.
Das Adventure besteht aus vielen einzelnen Szenen, in denen der Spieler sich bewegt und Puzzles oder Kämpfe mit Dinosauriern und anderen Gegnern bestehen muss. Um manche Probleme zu lösen, müssen Gegenstände aufgesammelt und im richtigen Zusammenhang benutzt werden. Andere Rätsel lassen sich nur in Verbindung mit der Prinzessin lösen.

## Rezeption
Das Spiel bekam unterschiedliche Kritiken. In vielen davon wird die gute Grafik des Spiels gelobt, die gemessen am Standard ihrer Zeit von hoher Qualität war. Das Coming Soon Magazine schrieb: „Das schönste an diesem Spiel ist die Hintergrundszenerie. Jedes Bild ist einzigartig und das Ergebnis gewaltiger Anstrengungen und Talente.“
Auf der Seite justadventure.com findet sich ein in Englisch verfasster Bericht, dessen Autor dem Spiel gegenüber sehr kritisch eingestellt ist. Er beurteilt die Puzzles als zu schwer und gab dem Spiel die Note D. Die Notenskala der Seite reicht von A für ein hervorragendes Spiel bis F für ein schlecht gemachtes Spiel. Der Tester schrieb (sinngemäß übersetzt): „Schöne Dinge für Augen und Ohren bringen nichts, wenn der Spaß am Spiel fehlt, und es macht definitiv keinen Spaß, Bermuda Syndrome zu spielen.“
Auf der Seite a-for-adventure.com wird das Spiel kontrovers beurteilt: Einerseits wird die Grafik des Spiels gelobt, andererseits der hohe Schwierigkeitsgrad der Rätsel bemängelt. Mit Stand vom 25. September 2009 haben neun Benutzer der Seite das Spiel bewertet, was zur Note 3,3 geführt hat. Die Bewertungsskala dieser Seite geht von 5 für ein hervorragendes Spiel bis zu 1 für ein schlechtes Spiel. Der Autor des in englischer Sprache verfassten Testberichtes sagt über die Grafik (sinngemäß übersetzt): „Das Spiel hat eine überwältigende Grafik, die sehr realistisch aussieht, wenn sie sanft über den sich schnell bewegenden Hintergrund scrollt.“ An einer anderen Stelle kritisiert der Autor den Schwierigkeitsgrad des Spiels: „Bewegungs- und Handlungsmöglichkeiten der Spielfigur sind geradezu lächerlich schwierig zu bedienen.“